# Osiek nad Notecią (gromada)
Osiek nad Notecią (także Osiek n/Not. i Osiek n. Notecią) – dawna gromada, czyli najmniejsza jednostka podziału terytorialnego Polskiej Rzeczypospolitej Ludowej w latach 1954–1972.
Gromady, z gromadzkimi radami narodowymi (GRN) jako organami władzy najniższego stopnia na wsi, funkcjonowały od reformy reorganizującej administrację wiejską przeprowadzonej jesienią 1954 do momentu ich zniesienia z dniem 1 stycznia 1973, tym samym wypierając organizację gminną w latach 1954–1972.
Gromadę Osiek n/Not. z siedzibą GRN w Osieku n/Not. (w obecnym brzmieniu Osiek nad Notecią) utworzono – jako jedną z 8759 gromad na obszarze Polski – w powiecie wyrzyskim w woj. bydgoskim, na mocy uchwały nr 24/18 WRN w Bydgoszczy z dnia 5 października 1954. W skład jednostki weszły obszary dotychczasowych gromad Osiek n/Not. i Żuławka ze zniesionej gminy Nakło w tymże powiecie. Dla gromady ustalono 25 członków gromadzkiej rady narodowej.
1 stycznia 1958 do gromady Osiek n. Notecią włączono wieś Bąkowo Górne, kolonie Bąkowo Dolne i Komorowo oraz osiedle leśne Zielona Góra ze zniesionej gromady Krostkowo w tymże powiecie.
1 stycznia 1969 do gromady Osiek nad Notecią włączono grunty rolne o powierzchni ogólnej 1.107,50 ha z miasta Wyrzysk, sołectwo Ruda (bez PGR Bagdad) ze zniesionej gromady Wyrzysk oraz (a) sołectwo Jadwiżyn o ogólnej powierzchni 296,81 ha i (b) sołectwo Żelazno o ogólnej powierzchni 471,68 ha z (nie zniesionej) gromady Sadki – w tymże powiecie.
Gromada przetrwała do końca 1972 roku, czyli do kolejnej reformy gminnej.